# Crocidura armenica
Crocidura armenica is een zoogdier uit de familie van de spitsmuizen (Soricidae). De wetenschappelijke naam van de soort werd voor het eerst geldig gepubliceerd door Gureev in 1963.